# Katica Babijanović
Katica Babijanović (Subotica, 5. travnja 1936.), naivna umjetnica u tehnici slame. Rodom je bačka Hrvatica.

## Životopis
Rodila se u Subotici 1936. godine. Slikanjem u slami bavi se od 1992. godine. Izlaže na skupinim izložbama. Sudionica rada Tavankutske likovne kolonije.